# Josef Fortner
Josef Fortner (* 3. Januar 1893 in Kreuth, Griesstätt, Oberbayern; † 17. September 1969 in Berlin) war ein deutscher Veterinärmediziner, Landwirt und Hygieniker.

## Leben
Fortner studierte an der Ludwig-Maximilians-Universität München Veterinärmedizin. 1912 wurde er im Corps Arminia München recipiert. Von 1919 bis 1923 war er Wissenschaftlicher Assistent bei Theodor Kitt am Institut für Tierpathologie. Bei ihm schrieb er seine Doktorarbeit, mit der er 1922 zum Dr. med. vet. promoviert wurde. Daneben studierte er 1921/22 an der Landwirtschaftlichen Abteilung der Technischen Hochschule München. Nach dem Abschluss als Diplomlandwirt und der Prüfung für den tierärztlichen Staatsdienst in Bayern ging er 1923 für 13 Jahre an die neu gegründete Veterinärabteilung des Robert Koch-Instituts. Dort zum Professor ernannt, war er von 1936 bis 1945 Regierungsrat und Oberregierungsrat in der Veterinärabteilung des Reichsgesundheitsamtes. Nach dem Krieg war er vier Jahre Hauptreferent, ab 1949 Direktor im Institut für allgemeine Hygiene der Stadt Berlin, dem späteren Robert Koch-Institut für Hygiene und Infektionskrankheiten. Als Direktor der Abteilung für Veterinärmedizin wechselte er 1952 an das Bundesgesundheitsamt. Zuletzt war er leitender Direktor.

## Ehrungen
- Paul-Ehrlich-Preis (1934)
- Dr. med. vet. h. c. der Universität Bern (1951)
- 1957 Ehrenmitglied der Japanischen Gesellschaft für Veterinärmedizin (1957)
- Dr. med. vet. h. c. der Tierärztlichen Fakultät der LMU München (1968)